# Lyonia ovalifolia
Espèce
Lyonia ovalifolia est une espèce de plante à fleurs de la famille des Ericaceae.
C'est un arbre originaire d'Asie (Himalaya, Népal, Chine, Japon, Cambodge, Myanmar, Thaïlande, Vietnam et Malaisie). Il est connu sous le nom de Anyaar en Inde et de Angeri au Népal. .

## Liste des variétés
Selon Catalogue of Life (24 août 2014) :
- variété Lyonia ovalifolia var. elliptica
- variété Lyonia ovalifolia var. foliosa
- variété Lyonia ovalifolia var. hebecarpa
- variété Lyonia ovalifolia var. lanceolata
- variété Lyonia ovalifolia var. rubrovenia
- variété Lyonia ovalifolia var. tomentosa

Selon The Plant List (24 août 2014) :
- variété Lyonia ovalifolia var. elliptica (Siebold & Zucc.) Hand.-Mazz.
- variété Lyonia ovalifolia var. hebecarpa (Franch. ex F.B. Forbes & Hemsl.) Chun
- variété Lyonia ovalifolia var. lanceolata (Wall.) Hand.-Mazz.
- variété Lyonia ovalifolia var. rubrovenia (Merr.) Judd
- variété Lyonia ovalifolia var. tomentosa (W.P. Fang) C.Y. Wu

Selon Tropicos (24 août 2014) (Attention liste brute contenant possiblement des synonymes) :
- variété Lyonia ovalifolia var. doyoensis (Hand.-Mazz.) Judd
- variété Lyonia ovalifolia var. elliptica (Siebold & Zucc.) Hand.-Mazz.
- variété Lyonia ovalifolia var. formosana (Komatsu) T. Yamaz.
- variété Lyonia ovalifolia var. hebecarpa (Franch. ex F.B. Forbes & Hemsl.) Chun
- variété Lyonia ovalifolia var. lanceolata (Wall.) Hand.-Mazz.
- variété Lyonia ovalifolia var. ovalifolia
- variété Lyonia ovalifolia var. rubrovenia (Merr.) Judd
- variété Lyonia ovalifolia var. tomentosa (W.P. Fang) C.Y. Wu